# 九曲溪

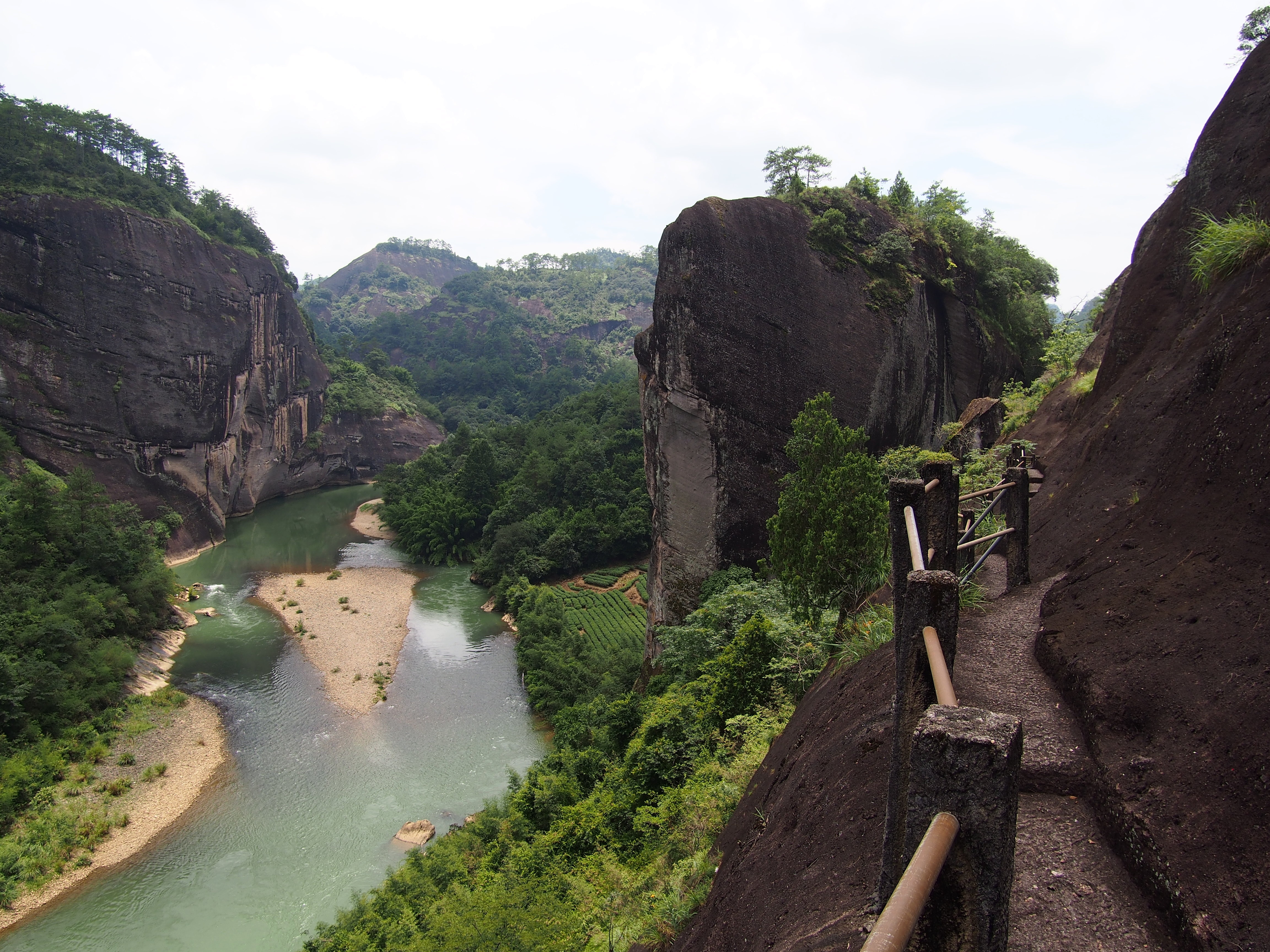
武夷山景区河段

九曲溪，位于中华人民共和国福建省武夷山市境内的一条河流，崇阳溪右岸支流，发源于武夷山市西部星村镇桐木村以北，蜿蜒向东南流经红星村、曹墩村、黄村、星村和武夷山风景名胜区，于武夷街道三姑社区武夷宫汇入崇阳溪。河长58.5千米，流域面积531平方千米，河道平均比降9.76‰。年均径流量7.70亿立方米。九曲溪上游流经福建武夷山国家级自然保护区，下游是武夷山景区的重要组成部分。

## 概况
九曲溪因水绕山行,折成九曲而得名。为崇阳溪支流。在福建省北部边境。源出武夷山市西部，武夷山脉中段黄岗山东麓，海拔2158米。东流折向南流，在武夷宫注入崇阳溪。多年平均流量23立方米/秒。自然落差825米。水能理论蕴藏量3万千瓦。可能开发装机容量1.29万千瓦。已开发装机容量1400千瓦。上源为武夷山自然保护区，林木茂密，景色迷人，有“中国山水画长廊”之称,黄岗山为福建第一高峰。

## 水文气候
九曲溪发源于武夷山的西部生物多样性保护区境内、黄岗山的西南麓，为山区性河流．河床坡度大，流水下切侵蚀强烈，为典型的幼年期河流．该流域受太平洋东南季风影响，呈夏高温、高湿，冬冷不寒，季节变化明显．年均气温19.7℃，相对湿度为78%，雨量充沛，年均降雨为1960mm，年蒸发量1000mm 左右，年径流量7.36x108m³；主要植被类型有亚热带常绿阔叶林、针叶林、针阔叶混交林、竹林等；土壤以红壤和黄壤为主，其有机质含量较为丰富，是我国境内最重要的生物气候带之一。其汇水面积为534.3k㎡，全长62.8km，多年平均流量24.41m³·s^-1。

## 文化旅游
历史上，九曲溪独特的自然环境吸引了大量文人居士长居，且以朱熹为代表的理学家特别讲究自然与人文和谐的书院建设观，因此书院多建在景色如画的九曲溪河畔，使九曲溪呈现出了一定理学文化景观时空分布的特征。理学书院的分布以九曲溪流域为中心，向四周扩散。武夷山摩崖石刻的分布表现出“双中心”的分布格局，其中的“南部中心”即以九曲溪为主。
九曲溪作为武夷山风景名胜区的一部分，旅游资源丰富。乘古朴竹排游览武夷山成为一大景观。位于福建省的武夷山九曲溪以竹筏为游览交通工具已有1000多年的历史，朱熹曾在此留下著名的《九曲棹歌》。

## 图集

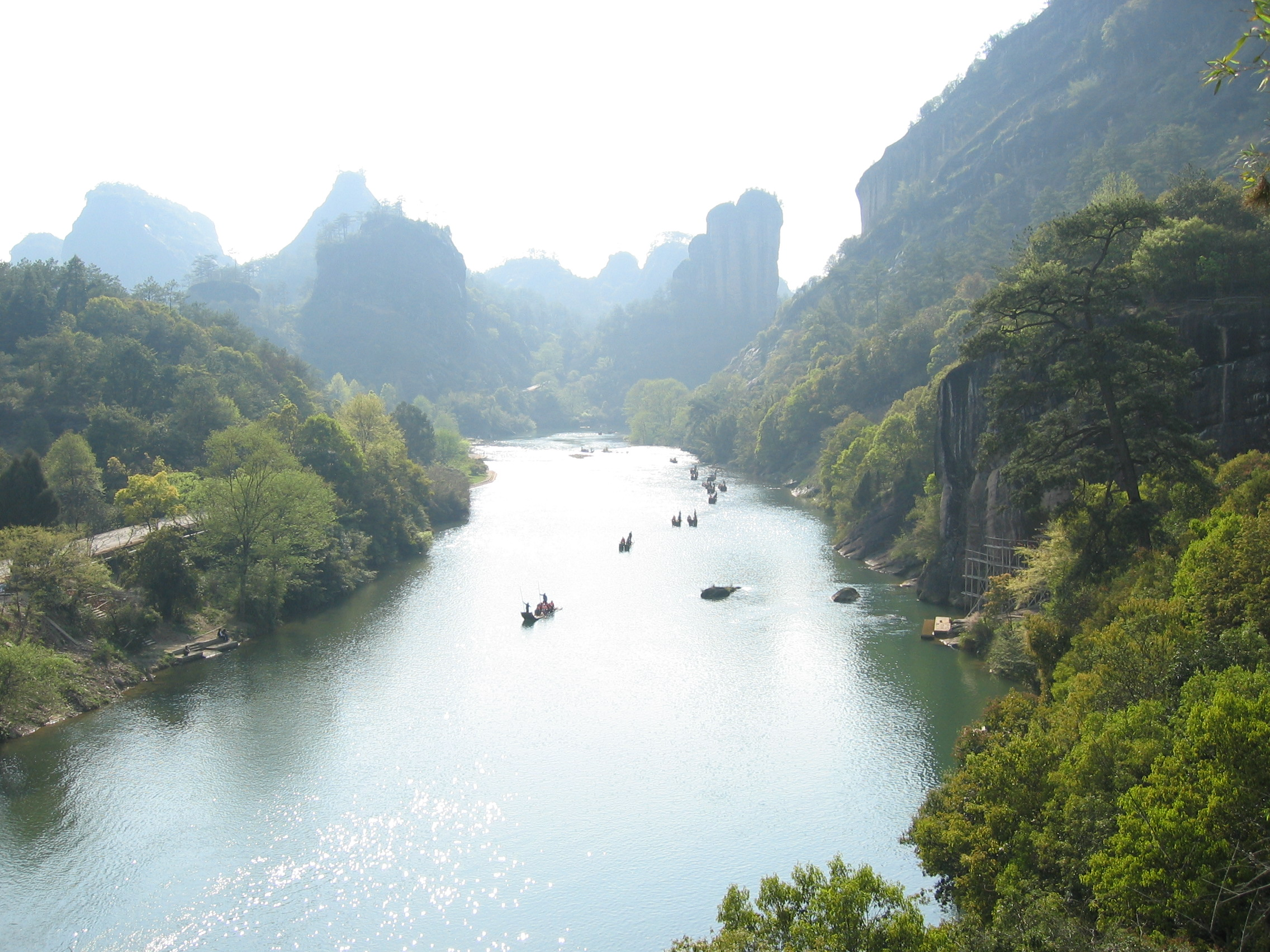
九曲溪
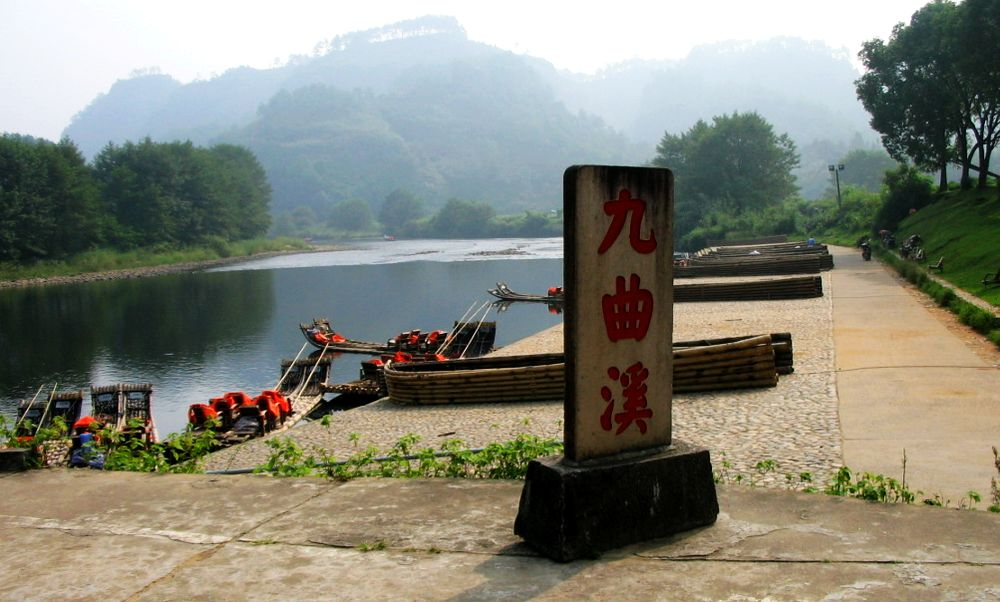
九曲溪
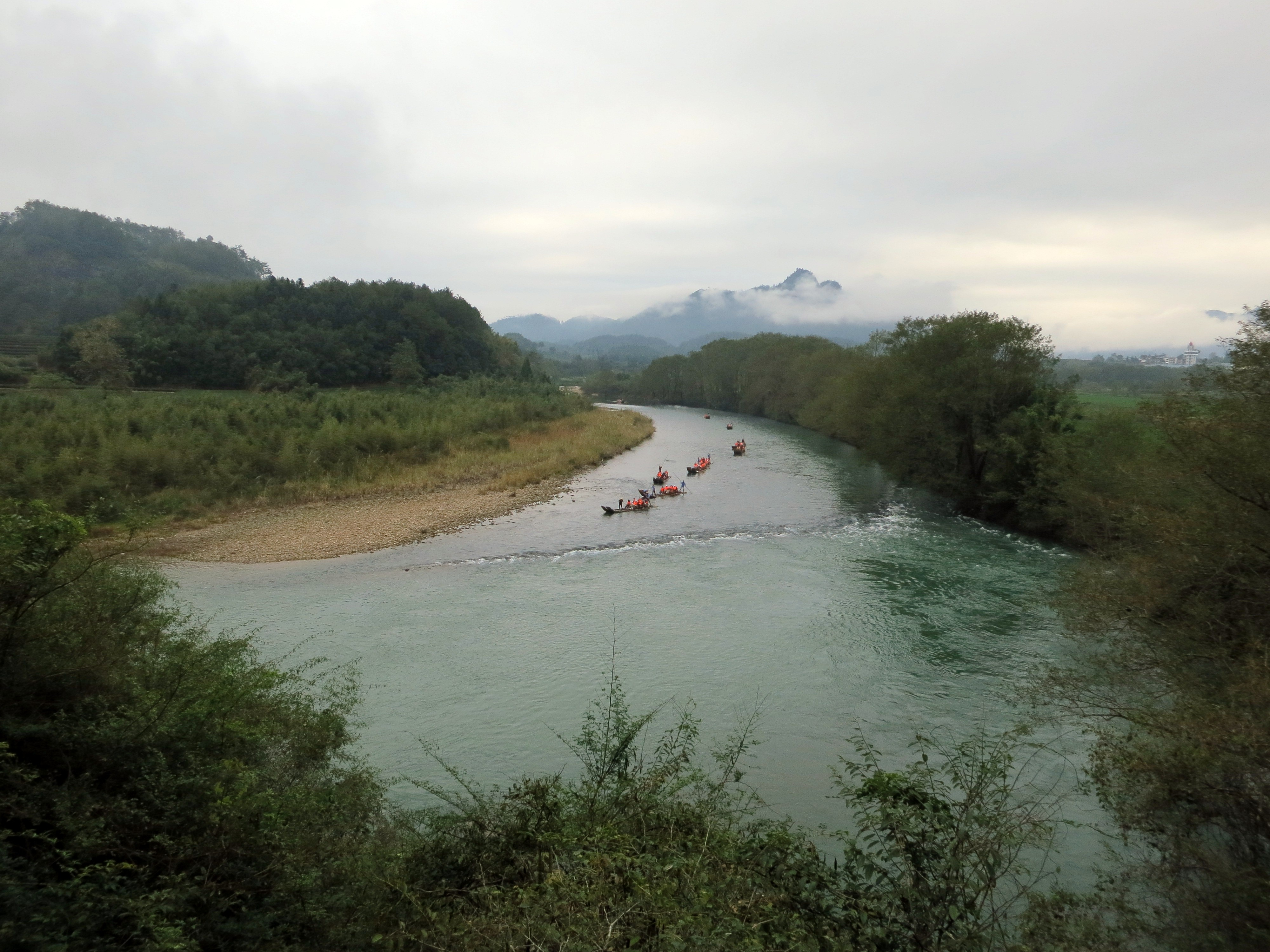
九曲溪
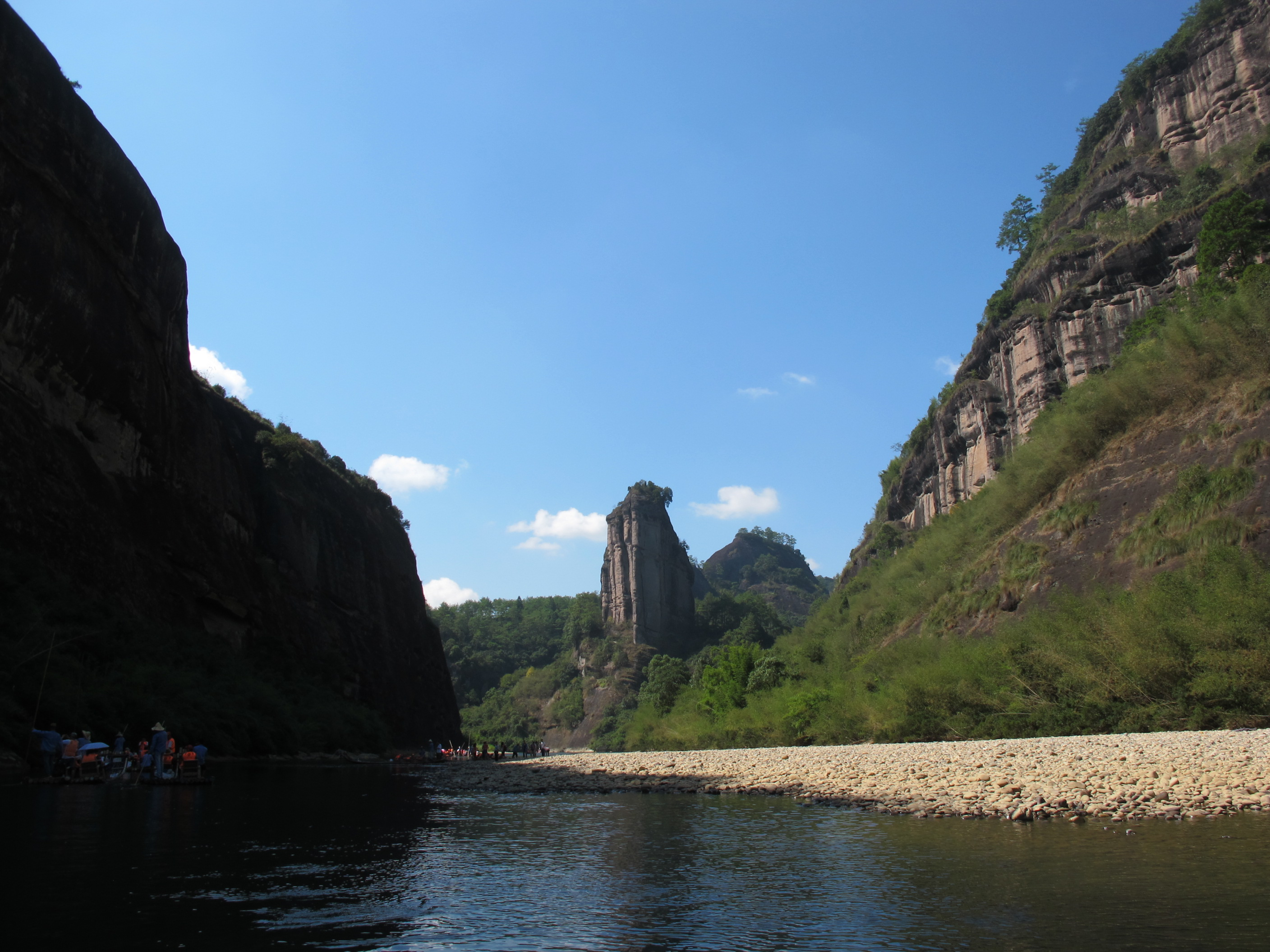
九曲溪
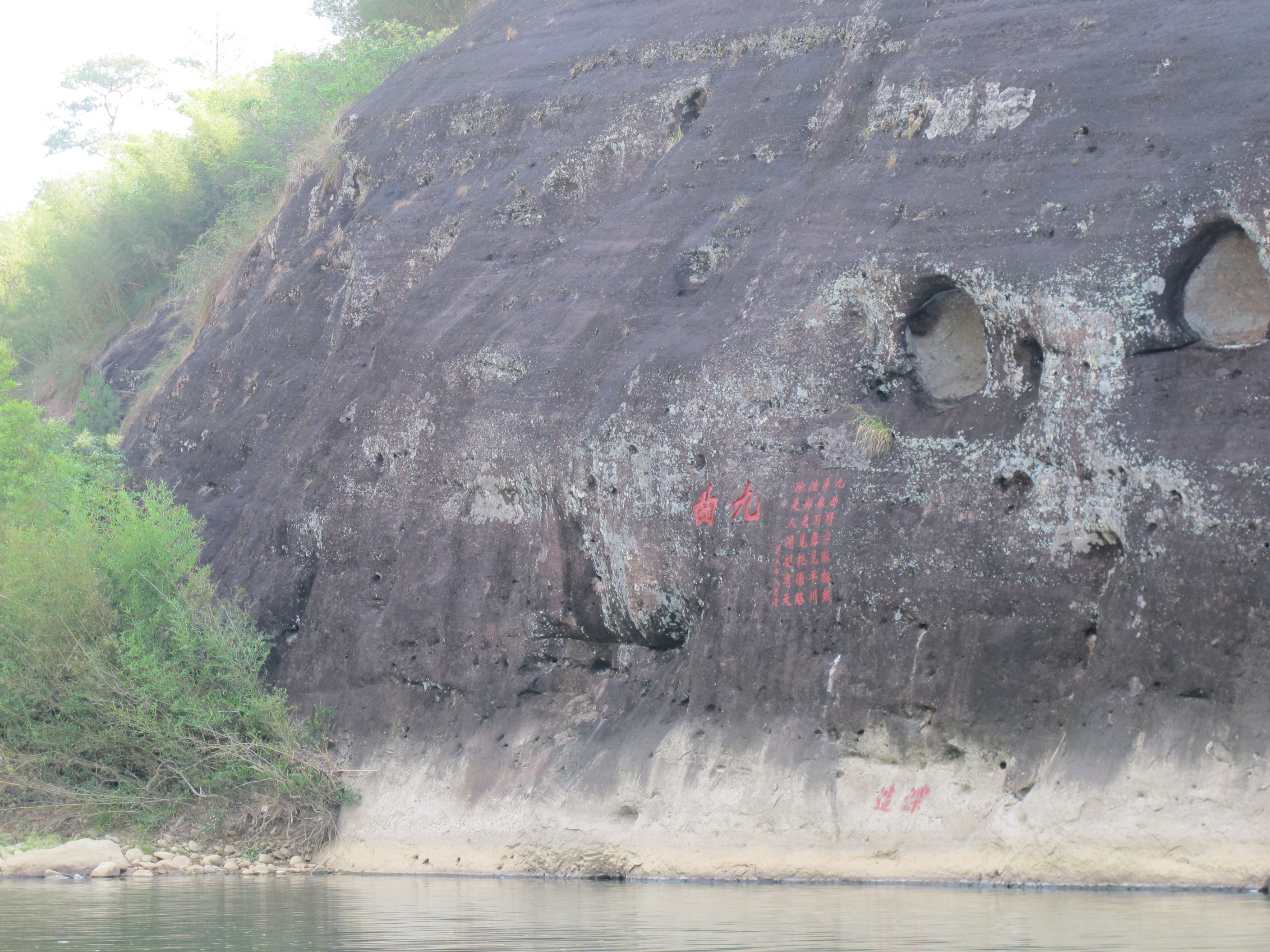
九曲溪摩崖石刻
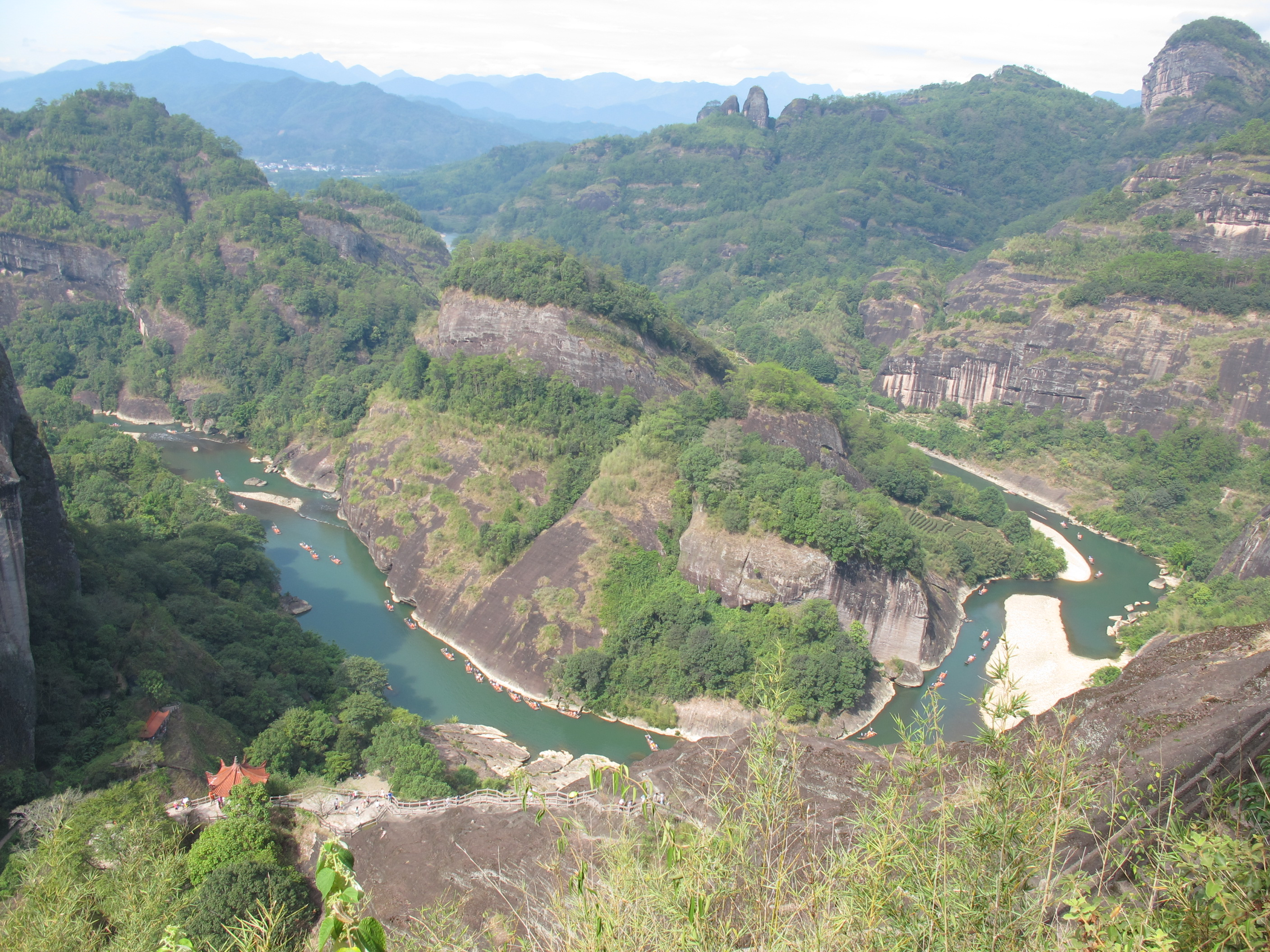
九曲溪全景